# Ine Lamers
Ardina Gerarda Maria "Ine" Lamers (Wijchen, 15 mei, 1954) is een Nederlands beeldend kunstenaar, actief als fotograaf, video-installatiekunstenaar, en docent aan het Piet Zwart Instituut te Rotterdam.

## Levensloop
Lamers studeerde van 1983 tot 1987 aan de Academie voor Kunst en Industrie (AKI) in Enschede, en aansluitend van 1987 tot 1989 aan de Jan van Eyck Academie in Maastricht. 
Na haar studie vestigde Lamers zich in 1990 als beeldend kunstenaar in Rotterdam, waar ze sinds 1995 tevens doceert aan het Piet Zwart Instituut. 
In 1989 ontving Lamers een aanmoedigingsprijs van de stichting Amsterdams Fonds, in 1991 werd ze genomineerd voor de Lage Landen Kunstprijs '91, en in 1995 werd ze onderscheiden met de Hendrik Chabot Prijs.

## Publicaties
- Villa Constance; Geert van de Camp, Herman Lamers, Ine Lamers, Lidwien van de Ven, Museum Jan Cunen, Oss, 1995.
- Ine Lamers. London matters: Brunswick, Barbican brutalism. 1998.
- Ine Lamers, Elbrig de Groot. Ine Lamers. 2002.

## Exposities
- 1995. Villa Constance; Geert van de Camp, Herman Lamers, Ine Lamers, Lidwien van de Ven, Museum Jan Cunen, Oss.[5]
- 2003. Reuten Gallery samen met Ritsaert ten Cate.[6]